# Дом кино (Екатеринбург)
Дом кино Свердловской областной организации "Союза кинематографистов Российской Федерации — советская, а позже российская организация в Екатеринбурге, была создана 2 апреля  1983 года. 

## История
Дом кино Свердловской областной организации "Союза кинематографистов Российской Федерации" был открыт 2 апреля 1983 г. Свердловская областная организация "Союза кинематографистов России", созданная в 1958 г., много лет ютилась в небольшой комнатке на Свердловской киностудии, ведь региональным отделениям иметь свой Дом кино не полагалось.
Возник Дом кино в том числе благодаря упорству и воле классика уральского кино Ярополка Лапшина, возглавлявшего в то время отделение Союза кинематографистов, при поддержке прославленного земляка кинорежиссера Сергея Герасимова.
Они сумели доказать руководству СК СССР необходимость существования в таком крупном центре, как Свердловск, творческого клуба для кинематографистов. Были выделены средства, но в городе действовал негласный запрет на строительство учреждений культуры (недостроенными стояли Цирк и Дворец культуры Уралмашзавода).
Пришлось пойти на хитрость: Свердловская киностудия собиралась строить жилой дом в центре города (на жилищный сектор запрет не распространялся), поэтому решено было привязать Дом кино к этому объекту. По документам Дом кино так и проходил под названием "Общежитие Свердловской киностудии с блоком обслуживания".
2 апреля 1983 года в Свердловске открылся Дом кино. Он стал не только творческим клубом кинематографистов, местом проведения внутрисоюзных акций, но и важнейшей площадкой для проведения общедоступных культурно-массовых мероприятий, информационных просмотров, крупных городских и всесоюзных творческих и общественных мероприятий, международных кинофестивалей. Первоначально задуманный как творческий клуб уральских кинематографистов, Дом кино решительно раздвинул эти рамки, став одним из важнейших культурных центров Екатеринбурга, где проводились крупные творческие и общественные мероприятия, российские и международные кинофестивали. В его залах выступали самые именитые артисты, художники, писатели, музыканты Урала, России и зарубежья. Лекторий "Кинематограф в мире искусств" собирал полные залы. С открытием Дома кино кинематографисты обрели новые возможности для общения, обмена опытом и прямых контактов со зрителем. Сегодня Дом кино - площадка для самых различных мероприятий, от закрытых кинопоказов и мастер-классов до международных кинофестивалей и выставок живописи.

## Деятельность
Проходят творческие семинары и конференции, в которых посетители могут принять участие, творческие встречи с известными кинорежиссерами и актерами. Кроме того, на территории Дома кино проходит ряд различных российских и международных кинофестивалей.

## Руководство
- 1983 — 1994. Лапшин, Ярополк Леонидович

- 1994 — 2024.  Макеранец, Владимир Ильич

## Вместимость залов
Большой зал 
- 269 мест
- Система Dolby Digital
- Экран 9*5 метров

Малый зал
- 53 места
- Система Dolby Digital
- Экран 4.7*2.2 метров